# فرودگاه بین‌المللی شهید باکری ارومیه
فرودگاه بین‌المللی شهید باکری ارومیه فرودگاهی در شمال غرب ایران و در شمال شهر ارومیه است که در فاصلهٔ پانزده کیلومتری مرکز این شهر قرار دارد. این فرودگاه در زمینی به مساحت ۳۴۳ هکتار ساخته شده و ارتفاعش از سطح دریا ۱۳۲۴ متر است. در سال ۲۰۱۶ میلادی ۳٬۵۶۸ نشست و برخاست هواپیما در این فرودگاه انجام شد و ۳۹۳٬۸۰۱ نفر مسافر و ۲٬۶۶۳٬۹۶۰ کیلوگرم بار از طریق آن جابجا شدند.

## تاریخچه

فرودگاه ارومیه

اقدام برای راه‌اندازی فرودگاه در ارومیه در سال ۱۳۰۹ آغاز شد. در آن سال دولت ۹۲۱۶۰ متر مربع زمین به بهای ۱۸۰۰ تومان برای وزارت جنگ خریداری کرد تا در آن فرودگاه بسازد. زمینها از این مالکان خریداری شد: ۴۵۶۱۴۷ متر مربع اراضی آغداش متعلق به حاجی آقای دیلمقانی، زمینهای اسکندر خان، لازار و قشه اسحاق مسیحی در یورتشاه، زمین شمعون زرد در روستای کمال‌آباد، باغچه پطروس در محله عسکر خان، باغ کروم همراه با زمینهای آن در تازه کند و اردشاه تلکا بودند.

## شرکت های هواپیمایی و مقاصد پروازی
| شرکت‌های هواپیمایی   | مقصدهای پروازی |
| ------------------- | -------------- |
| هواپیمایی ایران ایر | تهران          |
| هواپیمایی قشم ایر   | تهران          |
| هواپیمایی ماهان     | تهران          |
| هواپیمایی کارون     | تهران          |
| هواپیمایی آتا       | تهران          |
| هواپیمایی یزد ایر   | تهران          |
| هواپیمایی کاسپین    | تهران          |
| هواپیمایی آسمان     | تهران          |

## وضعیت فرودگاه
نمایندۀ تکاب و شاهین دژ در مجلس شورای اسلامی در خرداد ۱۴۰۴ با انتقاد از وضعیت فرودگاه ارومیه اعلام کرد که پروازهای این فرودگاه به روزانه کمتر از ۵ پرواز رسیده است.